# Марахимов, Аваз Рахимович
Марахимов Аваз Рахимович (9 октября 1960 года, Учкуприкский район, Ферганская область, Узбекская ССР) — доктор технических наук, профессор, ректор Термезского государственного университета. Министр народного образования Узбекистана (2010—2011).

## Биография
Окончил в 1983 году Ташкентский политехнический институт по специальности «прикладная математика». Начал трудовую деятельность в 1984 году научным сотрудником Ташкентского политехнического института. В 1988—2001 годах работал в Ташкентском политехническом институте старшим преподавателем, доцентом. В 2001—2004 гг. работал в Национальном университете Узбекистана заведующим кафедрой, проректором. В 2004—2010 годах был начальником управления, заместителем министра в Министерстве высшего и среднего специального образования Узбекистана, в 2010—2011 гг. — министр народного образования Узбекистана . В 2012—2016 годах был профессором Ташкентского государственного технического университета, в 2016—2021 гг. — ректором Национального университета Узбекистана. С 2021 года является ректором Термезского государственного университета.
Почётный профессор Халонского технологического университета (Израиль) и Университета Сока (Япония), вице-президент Евроазиатской ассоциации ректоров университетов.